# Michel Chasles
Michel Floréal Chasles (Épernon, 15 de noviembre de 1793 - París, 18 de diciembre de 1880) fue un matemático y geómetra francés. Es uno de los fundadores de la geometría proyectiva moderna.

## Carrera
Estudió en la École Polytechnique de París con Siméon Denis Poisson. En la Guerra de la Sexta Coalición, Chasles luchó en la defensa de París en 1814. Tras la guerra, Chasles inició su carrera como ingeniero para terminar sus estudios de matemáticas.
Publicó Aperçu historique sur l'origine et le développement des méthodes en géometrie (1837), un estudio del método de polares recíprocos en geometría proyectiva. El trabajo obtuvo notoriedad y respeto, y entonces fue nombrado profesor en la École Polytechnique en 1841. Una segunda edición de su libro se publicó en 1875, y Leonhard Sohncke tradujo su estudio al alemán. Posteriormente, Chasles fue nombrado profesor de geometría superior en la Sorbona. Está considerado uno de los mayores geómetras de todos los tiempos, con contribuciones fundamentales a la ciencia.
Chasles y Jakob Steiner elaboraron independientemente la moderna geometría proyectiva. Chasles usó su 'método de características' y su 'principio de correspondencia' para resolver innumerables problemas, y las correspondientes soluciones fueron publicadas en Comptes Rendus. El problema de la atracción de un elipsoide en un punto externo fue revisado por él en 1846.

## Escritos
- Aperçu historique sur l'origine et le dévéloppement des méthodes en géométrie. 1837
- Traité de géométrie supérieure. 1852
- Traité de sections coniques. Vol. 1 1865
- Rapport sur le progrès de la géométrie. 1871

## Honores
- Fue galardonado con la Medalla Copley en 1865.
- En 1867, el insigne matemático José de Echegaray expuso en España la geometría de Michel Chasles con la obra Introducción a la geometría superior.
- El nombre de Chasles es uno de los 72 que aparecen sobre la Torre Eiffel.